# Wohn- und Geschäftshaus «Sporting»

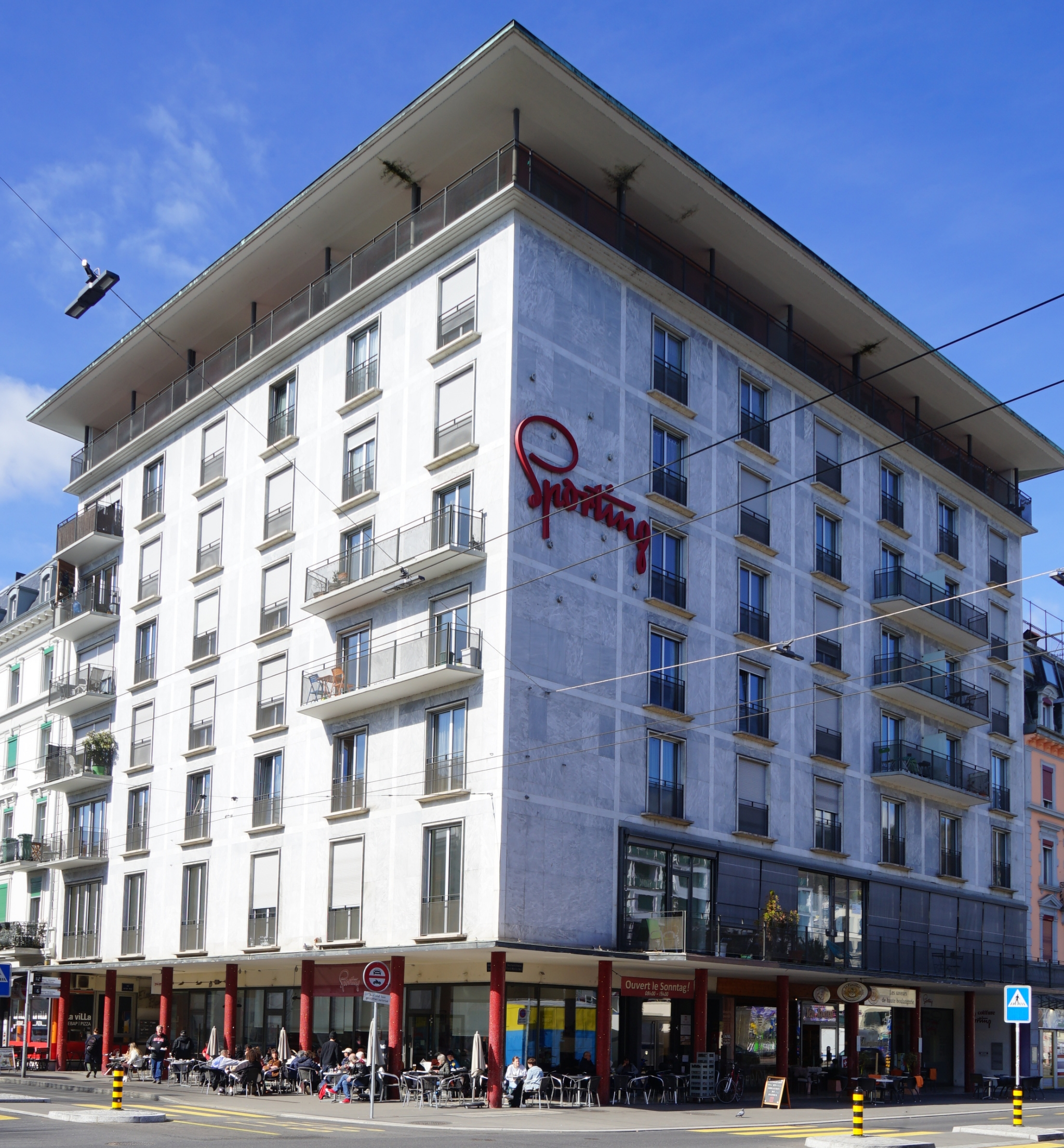
«Sporting», Gesamtansicht von Südwesten (2022)

Das Wohn- und Geschäftshaus «Sporting» in Biel (französisch Bienne) im Kanton Bern in der Schweiz wurde 1954/1955 errichtet. Das Gebäude der Moderne steht als «einer der besten Bauten der 1950er Jahre in Biel» unter Denkmalschutz.

## Lage
Das Bauwerk befindet sich im Quartier Altstadt (Vieille ville) südlich der historischen Altstadt. Es liegt als Eckhaus an der General-Dufour-Strasse 25/Neumarktstrasse 14 und prägt mit Stadtbibliothek und Post im Stil «Bieler Moderne» (1934, 1991 erweitert) den südlichen Neumarktplatz (Marché-Neuf). Südlich gegenüber steht das denkmalgeschützte Dufour-Schulhaus (1817, 1863 erweitert).

## Beschreibung
Das Gebäude ist ein würfelförmiger Massivbau mit acht Geschossen und einem weit auskragendem Flachdach. Die Süd- und die Ostseite zeigen jeweils acht Fensterachsen. Die Fenster sind raumhoch. Die Fassaden sind «elegant» mit grauen Platten und weissen Streifenbändern verkleidet. Ihre strenge Rasterung wird durch die unregelmässig angeordneten Balkone in drei verschiedenen Grössen aufgelockert. Jedes Fenster führt mindestens auf einen französischen Balkon. Das Erdgeschoss ist als hoher Laubengang mit Rundstützen ausgeführt. Darüber liegt an der Platzseite ein Restaurant mit breiter Fensterfront. Der Abschluss der Fassade ist in der Art eines Kranzgesimses ausgeführt. Das achte Geschoss ist als Loggia ausgebildet.
Die Leuchtschrift «Sporting» und Teile der in Leichtmetall ausgeführten Ladenfronten sind original erhalten. Pfeiler mit Glasmosaikverkleidung, Terrazzoböden, ein Treppenhaus mit Ausstattung, wie Wandleuchten und Bodenbelägen, sind ebenfalls weitgehend erhalten.
Das «Sporting»-Gebäude wurde 2003 als «schützenswert» in das «Bauinventar» der Denkmalpflege des Kantons Bern rechtswirksam aufgenommen. Es ist Teil der «Baugruppe H» (Neumarktplatz). Kulturgüter-Objekte der «Kategorie C» wurden (Stand Juni 2022) noch nicht veröffentlicht.

## Belege
1. 1 2 3 4  Denkmalpflege des Kantons Bern: General-Dufour-Strasse 25. In: Bauinventar des Kantons Bern. Kanton Bern, abgerufen am 15. Juni 2024.
2. 1 2 3 4  Denkmalpflege des Kantons Bern: Neumarktstrasse 14. In: Bauinventar des Kantons Bern. Kanton Bern, abgerufen am 15. Juni 2024.

Koordinaten: 47° 8′ 25,3″ N, 7° 14′ 53″ O; CH1903: 585544 / 221060